# Viktor Bergh
Viktor Bergh, né le 26 juillet 1999 en Suède, est un footballeur suédois qui évolue au poste d'arrière gauche au Djurgårdens IF.

## Biographie

### Formation et débuts
Né en Suède, Viktor Bergh commence le football au Forssa BK (en), avant de rejoindre l'IK Brage, où il termine sa formation. Il découvre avec ce club la troisième division suédoise, jouant son premier match en équipe première dans cette compétition le 30 octobre 2016 contre l'Enskede IK (en). Il entre en jeu et son équipe est battue sur le score de deux buts à un.
Bergh contribue à la promotion du club en deuxième division suédoise, l'IK Brage étant sacré champion d'Ettan Södra à l'issue de la saison 2017.
Il joue son premier match de Superettan, la deuxième division, le 23 mai 2018, contre le IK Frej. Il entre en jeu et les deux équipes se neutralisent (0-0 score final).
Le 3 avril 2019, Bergh est prêté par l'IK Brage au club norvégien du Levanger FK pour une saison afin qu'il puisse gagner en temps de jeu.
Viktor Bergh rejoint le Norrby IF en janvier 2020. Le transfert est annoncé le 29 novembre 2019 et il signe un contrat de trois ans, soit jusqu'en décembre 2022.

### IFK Värnamo
En janvier 2023, Viktor Bergh rejoint l'IFK Värnamo. Le transfert est annoncé dès le 10 novembre 2022 et il signe un contrat courant jusqu'en décembre 2025.
Il découvre alors l'Allsvenskan, la première division suédoise, jouant son premier match dans la compétition le 2 avril 2023, lors de la première journée de la saison 2023 contre l'IFK Göteborg. Il est titularisé et son équipe s'impose par un but à zéro.
Bergh marque son premier but pour Värnamo le 19 août 2023, lors d'une rencontre de championnat face au Varbergs BoIS. Il est titularisé et participe à la victoire de son équipe par trois buts à zéro.

### Djurgårdens IF
Le 24 juillet 2024, Viktor Bergh rejoint le Djurgårdens IF. Il signe un contrat courant jusqu'en décembre 2027.

## Palmarès
IFK Värnamo
- Division 1 Norra (1) :
  - Champion : 2017.